# Metaeuopsis curvipes
Metaeuopsis curvipes es una especie de coleóptero de la familia Attelabidae.

## Distribución geográfica
Habita en Papúa Nueva Guinea y Nueva Guinea en (Indonesia).